# Estación de Bibliothèque François Mitterrand
Bibliothèque François Mitterrand es una estación ferroviaria que pertenece a la línea C del RER. Está situada en el XII Distrito de París. 
Ofrece una conexión con la línea 14 del metro de París.

## Historia
Fue inaugurada en diciembre de 2000, momento en el cual se clausuró la antigua estación de Boulevard Masséna, situada a 270 m de la actual.

## Descripción
Se encuentra en el punto kilométrico 1,750 de la línea París-Burdeos. La estación únicamente ofrece servicio a la línea C de la red de cercanías que permite gracias a sus diferentes ramales acceder a diversos puntos de las afueras de París. 

## Accesos
La estación tiene cuatro accesos que dan a la sala de correspondencia Metro-RER mediante escaleras mecánicas y ascensores desde la C/Chevaleret, la Avenida de Francia, la C/Goscinny y la C/Neuve Tolbiac.
Por otra parte hay un acceso secundario directo a los andenes de la estación RER cerrado por la noche y los fines de semana en el cruce de la Avenida de Francia con la C/Grands Moulins.
1. Rue du Chevaleret
2. Avenue de France Bibliothèque François Mitterrand
3. Rue Goscinny
4. Pont de Tolbiac
5. Rue des Grands Moulins: C/Grands Moulins, 5